# Palvasenjärvi (sjö i Lappland)
Palvasenjärvi är en sjö i Finland. Den ligger i kommunen Kittilä i landskapet Lappland, i den norra delen av landet, 900 km norr om huvudstaden Helsingfors. Palvasenjärvi ligger 196,4 meter över havet. Arean är 9,5 hektar och strandlinjen är 1,81 kilometer lång. Sjön  ingår i Kemi älvs huvudavrinningsområde. 